# Винтокрыл

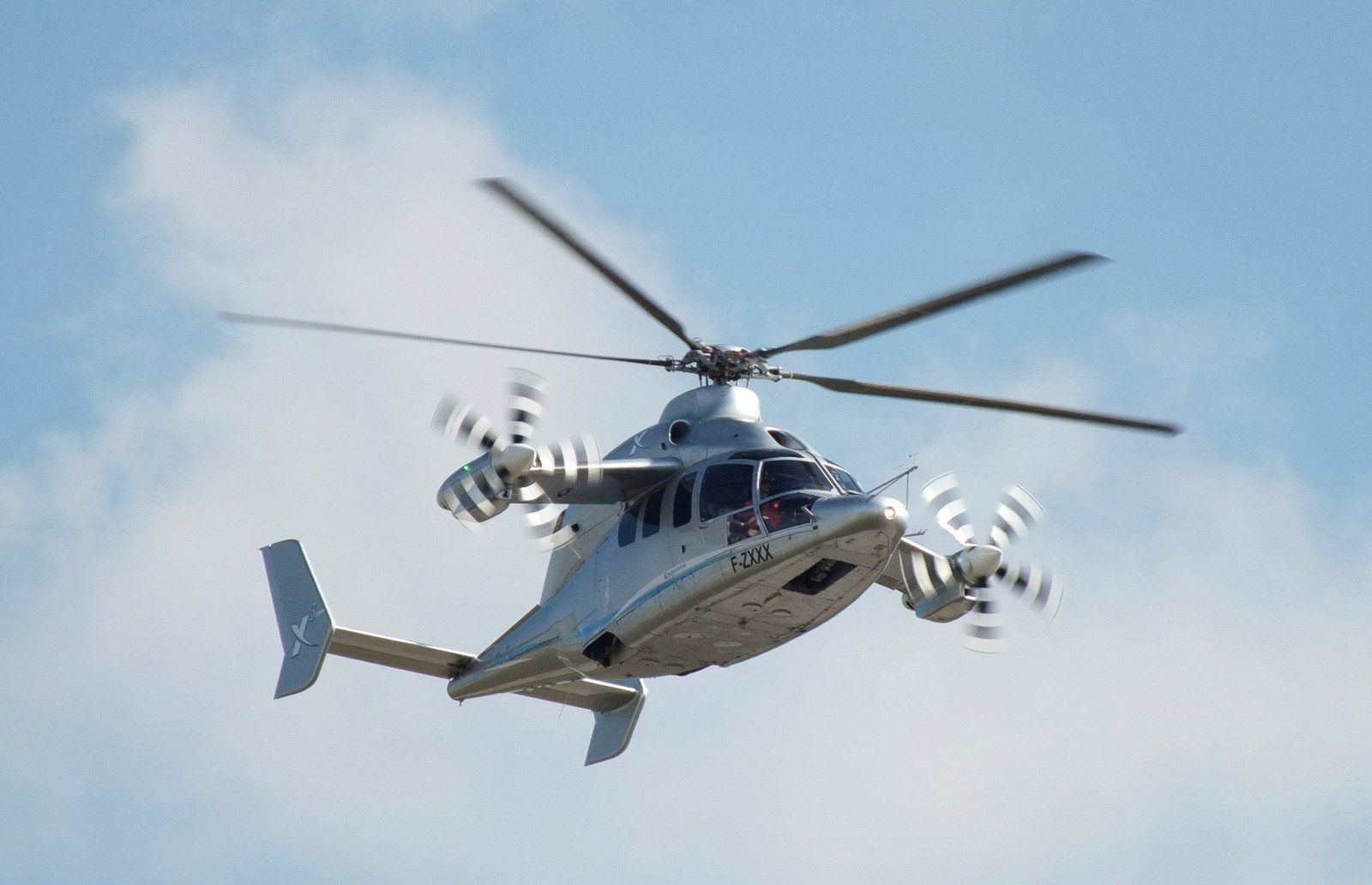
Винтокрыл Eurocopter X3

Винтокрыл (гелиплан, гиродин) — общее название винтокрылых летательных аппаратов,  сочетающих в своей конструкции приводной несущий винт вертолётного типа,  крыло и отдельный воздушный винт (или другой пропульсивный движитель) для создания горизонтальной тяги.
Несущий винт работает за счёт мощности силовой установки и реализует режимы вертикального взлёта и посадки (хотя основными могут считаться взлёт с разбегом и посадка с пробегом). В горизонтальном режиме полёт осуществляется в основном за счёт тяги воздушного винта и подъёмной силы крыла независимо от несущего винта, который работает только на увеличение подъёмной силы на части диапазона скоростей.
Кроме того, в русском языке винтокрылом может быть назван любой винтокрылый летательный аппарат без акцентирования на его конкретном типе — в том числе вертолёт классической схемы и даже в официальных документах.
В англоязычных источниках в определении комбинированного вертолёта (англ. compound helicopter) в настоящее время крыло является необязательным элементом.
В этих же источниках комбинированный вертолёт иногда отождествляется с конвертопланами.

## Особенности конструкции
Винтокрыл, обладая несущим винтом, может производить вертикальный взлёт и посадку, как вертолёт. В полёте наличие крыла и дополнительных движителей (чаще всего воздушных винтов), как у самолёта, позволяет ему развивать достаточно большую скорость по сравнению с аналогичным вертолётом, что является основным преимуществом.
В горизонтальном полёте несущий винт винтокрыла работает в режиме авторотации (или очень близком к нему), как у автожира.
Несмотря на сходство винтокрыла на различных режимах полёта с вертолётом, самолётом и автожиром, его отличают:
- от вертолёта — наличие «самолётного» крыла и дополнительных движителей, как следствие — более высокая скорость горизонтального полёта;
- от самолёта — наличие «вертолётного» несущего винта, как следствие — возможность вертикального взлёта, посадки и висения;
- от автожира — прежде всего наличие «вертолётного» привода несущего винта (возможность постоянной передачи больших мощностей), как следствие — возможность висения на месте, вертикального набора высоты и снижения.

Объединение в винтокрыле систем различных летательных аппаратов привело к появлению специфических недостатков такой конструкции:
- на вертолётных режимах (висение, вертикальный набор высоты и снижение, полёты на малых скоростях) — не используются дополнительные движители, а крыло не только неэффективно, но и создаёт дополнительное сопротивление потоку от несущего винта;

- на самолётных режимах (полёт с крейсерской скоростью) — несущий винт работает в режиме авторотации, при этом создаёт дополнительное сопротивление.

Такое применение элементов, которые задействованы только на отдельных режимах полёта, приводит к усложнению конструкции и снижению весовой эффективности винтокрыла. Также система управления винтокрылом является компромиссом между системами управления вертолёта и самолёта.

## Классификация
Ввиду незначительного выпуска отдельных моделей винтокрылов и строительства преимущественно экспериментальных экземпляров, классификация винтокрылов не производилась.
Международной федерацией аэронавтики все винтокрылы относятся к классу E-2.

## История развития

### До Второй мировой войны

Самолёто-вертолёт Бертина

Среди массы самых разных гибридных конструкций, появившихся на заре авиации, как винтокрыл можно выделить летательный аппарат построенный в 1908 году мотоциклистом Бертином (Bertin) и механиком Булином (Boulline) во Франции. Их аппарат сочетал в себе пару разнесённых бипланных коробок с несущим винтом диаметром 2 м, который работал в разрыве между ними. Тянущий винт диаметром 2,2 м раскручивался вместе с несущим при помощи двигателя мощностью 150 л. с. Необычный аппарат совершал прыжки высотой около метра, но не обладал достаточной устойчивостью для управляемого полёта.
До Второй мировой войны единственными устойчиво летавшими винтокрылыми летательными аппаратами были автожиры. Изобретатель автожира Сиерва, последовательно совершенствуя конструкцию своего детища, сумел добиться от него устойчивого вертикального (прыжкового) взлёта и посадки. Однако такие режимы не считались достаточно безопасными, а чтобы иметь возможность зависания требовалось реализовать подвод тяги к несущему винту непосредственно в полёте. Сам Сиерва считал полноценный вертолёт слишком сложным только ради вертикального взлёта-посадки, и видел дальнейшее развитие своего аппарата в оснащении его приводом кратковременного действия — механическим или реактивным. К сожалению, Сиерва погиб в 1936 году не осуществив своего замысла, но его идеи нашли продолжение в конструкции некоторых винтокрылов уже после войны.

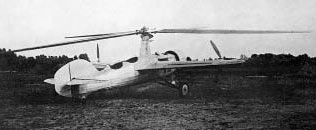
Вертолёт ЦАГИ-11ЭА на испытаниях

В 1934 году под руководством И. П. Братухина начата разработка гибридного аппарата ЦАГИ 11-ЭА с концепцией «геликожира» (геликоптер+автожир) и оригинальной конструкцией. Первая модификация, построенная в 1936 году, имела приводной несущий винт и большое крыло с двумя рулевыми винтами — при взлёте или зависании мощность почти полностью отдавалась на несущий винт, а в горизонтальном полёте поток мощности плавно переводился на крыльевые винты. Однако, аппарат вышел перетяжелённым, а работа крыла и рулевых винтов в потоке от несущего винта создавали массу сложностей. На этапе наземных испытаний и подлётов на привязи выяснили, что в первую очередь следует отработать вертикальные режимы. Для этого в 1938 году крыло заменили (согласно В. Б. Шаврову, временно) на лёгкую трубчатую ферму с соосными рулевыми винтами вынесенными по обе стороны фюзеляжа за плоскость несущего винта. Изменённую машину назвали ЦАГИ 11-ЭАПВ — пропульсивный вариант, так как фактически была утрачена способность летать в режиме авторотации. В 1940 году начались лётные испытания, которые, несмотря на положительные результаты, пришлось прервать из-за изношенности двигателя. Продолжить испытания не удалось из-за начала войны, так как с эвакуацией ЦАГИ 11-ЭА был разобран и больше в воздух не поднимался.

### 1953—1990 годы
В 1953 году FAI выделило винтокрылы в самостоятельный класс, отделив их от вертолётов.

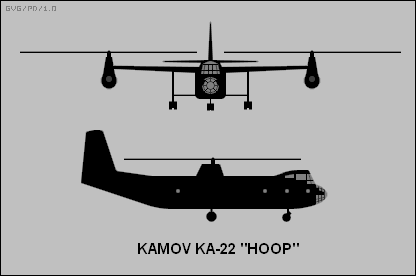
Тяжёлый винтокрыл Ка-22

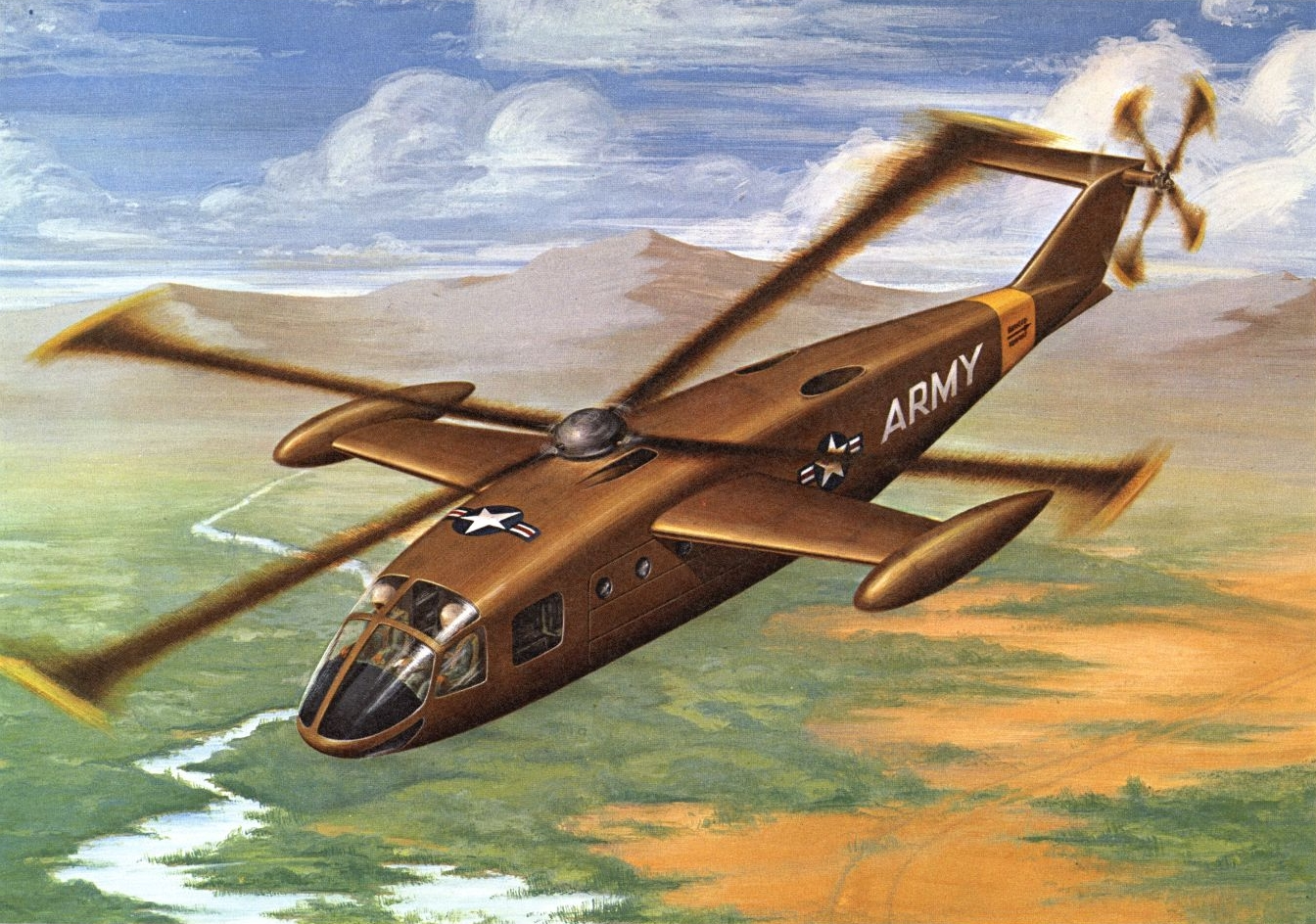
Винтокрыл Boeing UTTAS (проект)

В 1950-х—1960-х годах в СССР и за рубежом начали активно проводиться работы по созданию летательных аппаратов подобной схемы. Схема винтокрыла в силу конструктивной простоты в то время представляла наибольший интерес для реализации тяжёлого аппарата с вертикальными взлётом и посадкой.
Получил известность винтокрыл Fairey Rotodyne, который был построен в конце 1950-х английской фирмой «Фейри». Этот аппарат имел один несущий винт с реактивным приводом лопастей и два тянущих воздушных винта. Его полётная масса составляла 17,7 т, скорость полёта до 312 км/ч.
В 1959 году в ОКБ им. Н. И. Камова (СССР) был разработан транспортный винтокрыл Ка-22, работы над опытной серией которого велись до 1964 года, а серийное производство так и не было организовано.
В 1967 году фирмой Lockheed (США) был разработан проект боевого винтокрыла Lockheed AH-56 Cheyenne. Была построена опытная серия из 10 машин.

### После 1990 года
В 2010 году фирмой Eurocopter построен опытный гибридный вертолёт Eurocopter X3, который может быть отнесён к винтокрылам.